# Нюрнберзький метрополітен
Нюрнберзький метрополітен (нім. U-Bahn Nürnberg) — система ліній метро в місті Нюрнберг, другому за населенням у федеральній землі Баварія, Німеччина. У системі використовується стандартна колія та живлення потягів від третьої рейки.

## Історія
Перші плани з будівництва метро в місті виникли ще в 1925 році, але справжнім попередником стали трамвайні колії, які 1938 року з центральної вулиці були перенесені під землю. До ідеї справжнього метро повернулися в 1960-ті роки. 24 листопада 1965 було погоджено міською владою будівництво, яке почалося 20 березня 1967 року. Початкова ділянка «Langwasser Süd»—«Bauernfeindstraße» складалася з 7 станцій / 3,7 км.

## Лінії
На 2020 рік система складається з трьох ліній, 49 станцій (42 підземна) завдовжки з 38,2 км. Більшість станцій мають острівні платформи, берегові платформи тільки на двох естакадних станціях. Довжина платформ становить 90 метрів.
- Лінія U1 — є найдовшою та найзавантаженішею лінією.
- Лінія U2 — відкрита у 1980-х, переведена на автоматичний рух в 2010 році.
- Лінія U3 — відкрита у 2008 році перша автоматизована лінія метро в Німеччині, рух здійснюється без допомоги машиністів.

| №   | Дата відкриття | Останнє продовження | Кількість станцій | Кінцеві станції                          | Довжина в км | Кількість підземних станцій |
| --- | -------------- | ------------------- | ----------------- | ---------------------------------------- | ------------ | --------------------------- |
| (1) | 1 березня 1972 | 2007                | 27                | «Hardhöhe»—«Langwasser Süd»              | 18,5         | 20                          |
| (1) | 28 січня 1984  | 1999                | 16                | «Röthenbach»—«Flughafen»                 | 13,2         | 16                          |
| (1) | 15 червня 2008 | 2020                | 14                | «Großreuth bei Schweinau»—«Nordwestring» | 9,2          | 14                          |

- Деякі станції використовуються спільно лініями U2 і U3.

## Режим роботи
Працює з 5:00 до 1:00. Інтервал в годину пік 3 хвилини, пізно ввечері 10 хвилин.

## Галерея

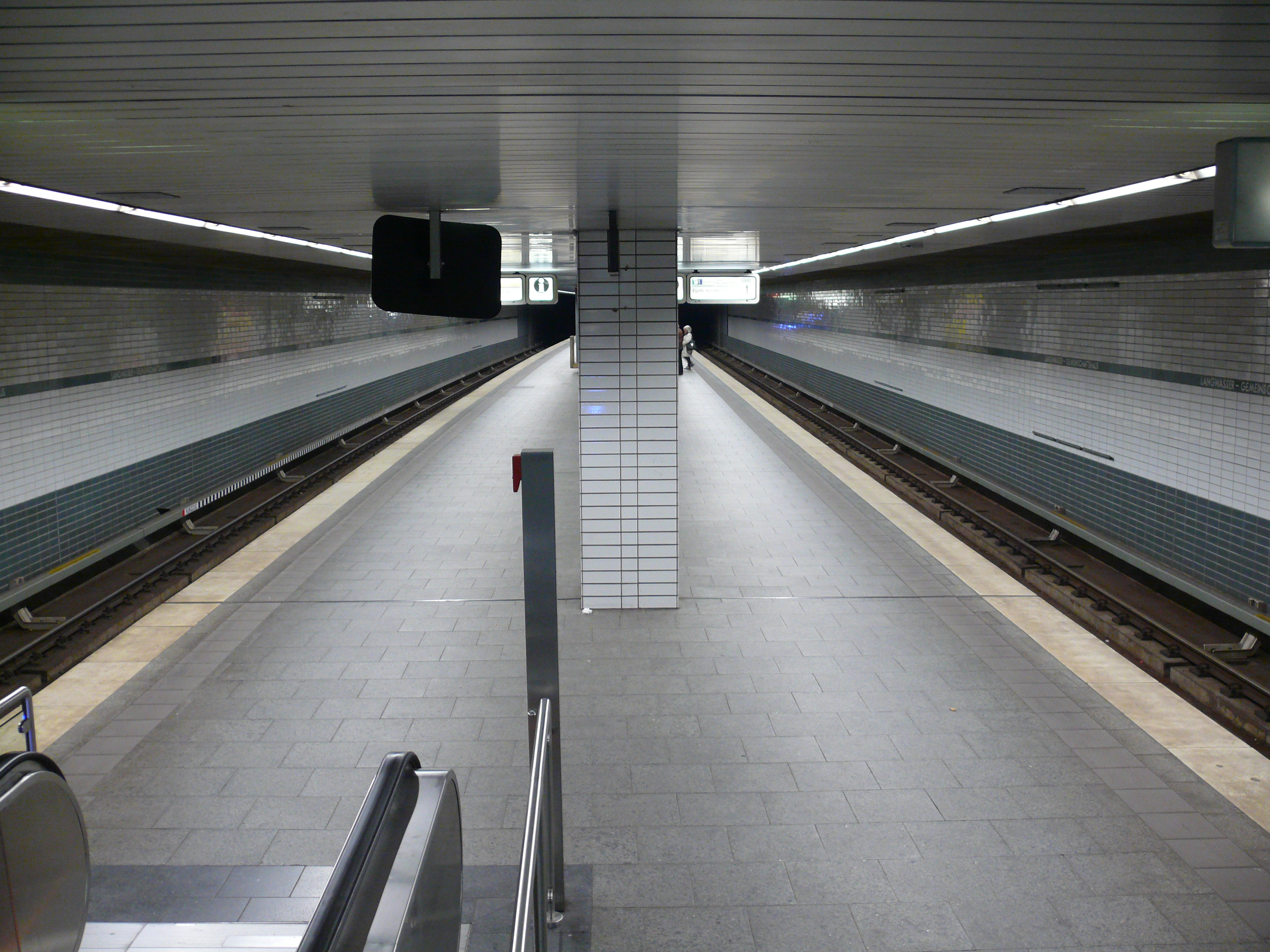
Платформа станції «Gemeinschaftshaus»
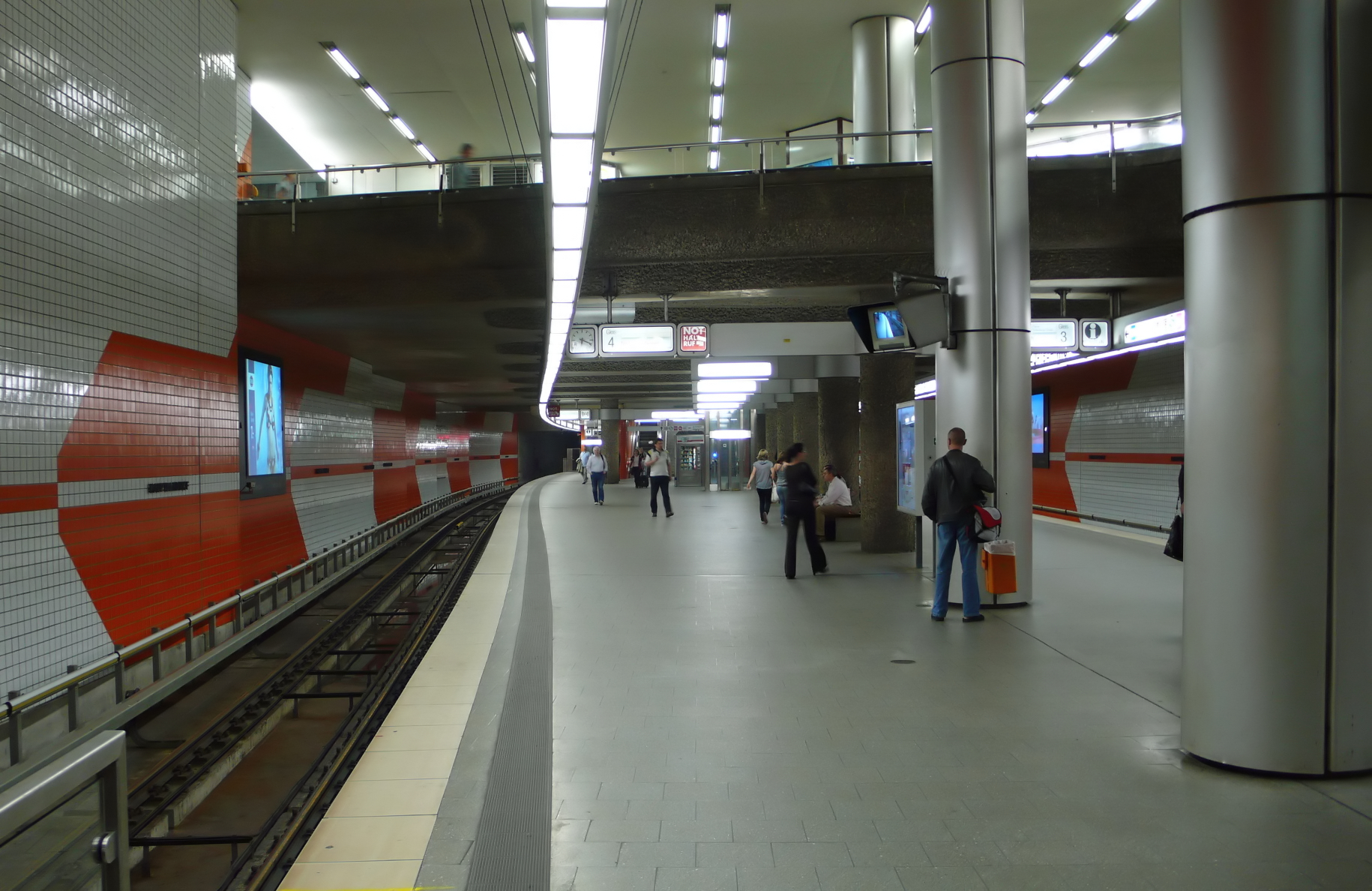
Платформа станції «Hauptbahnhof», Лінія U1
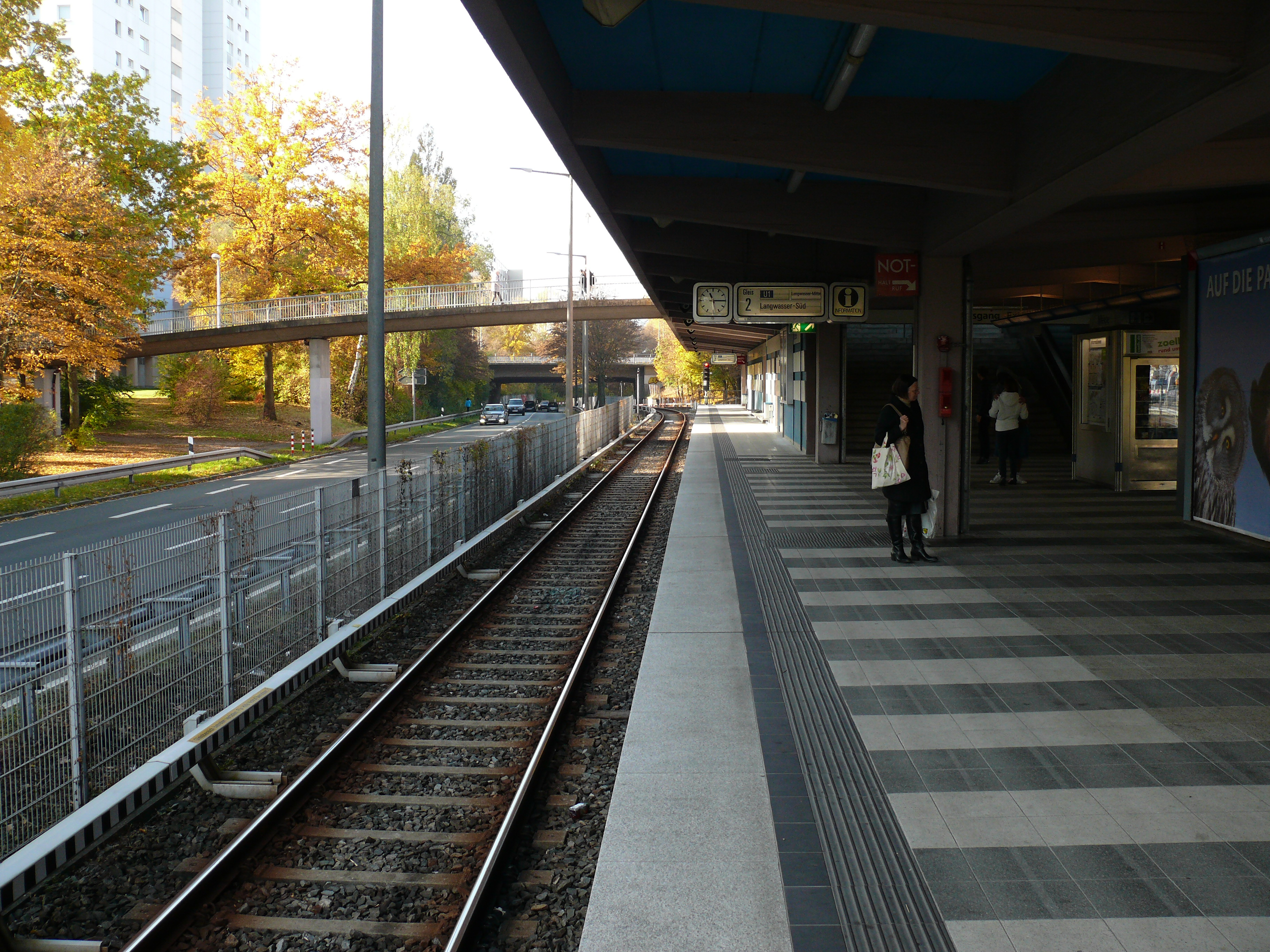
Платформа наземної станції «Messe»
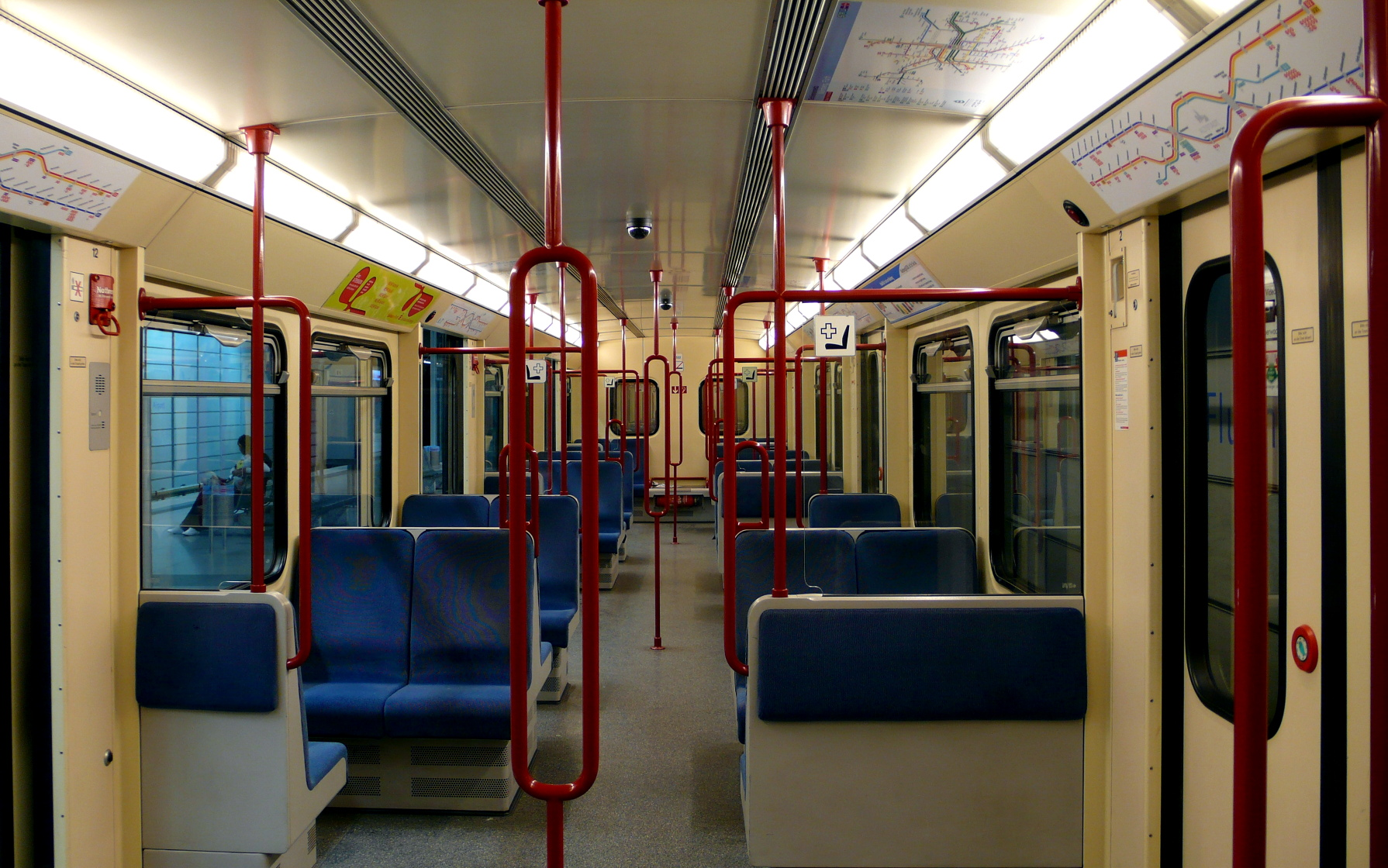
В середині вагона
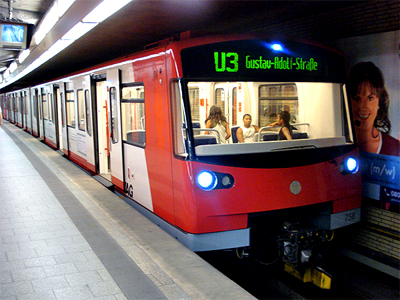
Автоматизований потяг на лінії U3